# ملعب باسكوال غيريرو الأولمبي
ملعب باسكوال غيريرو الأولمبي هو ملعب كرة قدم يستضيف أيضا مسابقات ألعاب القوى، يقع في كالي، كولومبيا، يتسع لـ 33130 متفرج. تم افتتاحه في 20 يوليو 1937. تم تجديده في 2010. وهو مسمى على اسم شاعر كولومبي «باسكوال غيريرو».